# Pukavik
Pukavik es una localidad situada en los municipios de Sölvesborg y Karlshamn, en la provincia de Blekinge, Suecia. Tiene una población estimada, a fines de 2020, de 345 habitantes.
Del total de la población, 189 habitantes viven en Sölvesborg y 156 en Karlshamn.
Históricamente Pukavik ha sido un astillero, en el cual se han construido embarcaciones con capacidad para transitar por el hielo y las tormentas que se originan en el mar Báltico.
Numerosas y célebres embarcaciones de madera fueron construidas en el astillero de Pukavik, incluyendo las siguientes:
- El Ópalo Negro, 1909. Más tarde denominado La Perla Negra, tiene una historia larga y variada, incluyendo que se utilizó en el rodaje de la película Popeye; en la actualidad presta sus servicios como barco-restaurante en un puerto deportivo de la isla de Malta.[3]
- Yngve, 1929; una goleta de tres mástiles construida en maderas de roble y pino.[4]
- Orión, 1945.[5] Más tarde donominado S.V. Earl of Pembroke, un barco de estilo siglo XVIII con tres mástiles utilizado en numerosas películas, tales como: Treasure Island, A Respectable Trade, Moll Flanders, Cutthroat Island, Frenchman´s Creek, Shaka Zulú, Longitude, y Esposas e hijas.[6][7]